# Danielle Scott-Arruda
Danielle Scott-Arruda (Baton Rouge, 1 de outubro de 1972) é uma jogadora de voleibol norte-americana. Casada com ex-voleibolista da Seleção Brasileira de Voleibol Masculino o Eduardo "Pezão" Arruda, atuou como central por clubes brasileiros, italianos e defende desde 1994 a Seleção dos Estados Unidos de Voleibol Feminino, disputou mais de quatrocentas partidas e esteve em cinco edições dos Jogos Olímpicos: 1996, 2000, 2004 e 2008, nesta obteve a medalha de prata, mesmo feito obtido em 2012.

## Carreira

### Clubes
| Clube                       | País           | De   | Até  |
| Long Beach State University | Estados Unidos | 1990 | 1993 |
| Gierre Roma                 | Itália         | 1996 | 1997 |
| Leites Nestlé/Jundiaí       | Brasil         | 1997 | 1998 |
| BCN/Osasco                  | Brasil         | 2001 | 2002 |
| Pioneer Red Wings           | Japão          | 2002 | 2003 |
| Pallavolo Chieri            | Itália         | 2003 | 2006 |
| Cimed/Macaé                 | Brasil         | 2006 | 2007 |
| Finasa/Osasco               | Brasil         | 2007 | 2008 |
| Florens Castellana          | Itália         | 2008 | 2009 |
| BMG/São Bernardo            | Brasil         | 2010 | 2012 |
| Praia Clube/Banana Boat     | Brasil         | 2012 | 2013 |
| Brasília Vôlei              | Brasil         | 2013 | 2014 |

## Principais títulos e melhores resultados
Seleção dos Estados Unidos de Voleibol Feminino
Campeonato NORCECA
- 2001- 1º Lugar (Santo Domingo,  República Dominicana)
- 2003- 1º Lugar (Santo Domingo,  República Dominicana)
- 2005- 1º Lugar (Port of Spain,  Trinidad e Tobago)
- 2011- 1º Lugar (Cagas,  Porto Rico)

Copa Pan-americana de Voleibol Feminino
- 2003- 1º Lugar (Saltillo,  México)
- 2004- 2º Lugar (Tijuana/Mexicali,  México)
- 2010- 3º Lugar (Rosarito/Tijuana,  México)
- 2011- 3º Lugar (Ciudad Juaréz,  México)
- 2012- 1º Lugar (Ciudad Juaréz,  México)

Copa dos Campeões de Voleibol
- 2005- 2º Lugar (Nagóia & Tóquio,  Japão)

Copa do Mundo de Voleibol Feminino
- 2003- 3º Lugar ( Japão)
- 2007- 3º Lugar ( Japão)
- 2011- 2º Lugar ( Japão)

Grand Prix de Voleibol
- 2001- 1º Lugar (Macau,  Macau)
- 2010- 1º Lugar (Ningbo,  China)
- 2011- 1º Lugar (Macau,  Macau)
- 2012- 1º Lugar (Ningbo,  China)

Jogos Olímpicos de Verão
- 1996- 7º Lugar (Atlanta,  Estados Unidos)
- 2000- 4º Lugar (Sydney,  Austrália)
- 2004- 5º Lugar (Atenas,  Grécia)
- 2008- 2º Lugar (Pequim,  China)
- 2012- 2º Lugar (Londres,  Inglaterra)

Campeonato Mundial de Voleibol
- 2002- 2º Lugar (Berlim,  Alemanha)

## Premiações Individuais
- MVP (Most Valuable Player)- Melhor Jogadora do Grand Prix de 2001
- Maior pontuadora do Grand Prix de 2001
- Melhor bloqueio do Grand Prix de 2001
- Melhor bloqueio do Campeonato Mundial de Voleibol Feminino de 2002
- Melhor bloqueio dos Jogos Pan-Americanos de 2007
- Melhor bloqueio da Copa Pan-Americana de Voleibol de 2009